# 1344 Caubeta
1344 Caubeta (1935 GA) là một tiểu hành tinh vành đai chính được phát hiện ngày 1 tháng 4 năm 1935 bởi Boyer, L. ở Algiers.